# 소급
소급(蕭岌, ? ~ 566년)은 중국 남북조 시대 후량의 황족이다. 선제의 여섯째 아들이고, 어머니는 누군지 알 수 없다.

## 생애
성정이 순화했고 어렸지만 배우기를 좋아했다. 동평왕(東平王)으로 봉해졌고, 명제 재위 시기에는 시중(侍中)과 중위장군(中衛將軍)을 맡았다. 566년에 일찍 죽자 시중과 사공(司空)이 추증되었고, 시호는 효왕(孝王)으로 추시되었다.